# Matti Hiukka
Matti Hiukka (ur. 5 maja 1975 w Rovaniemi) – fiński piłkarz występujący na pozycji napastnika.

## Kariera klubowa
Hiukka karierę rozpoczynał w sezonie 1995 w pierwszoligowym zespole RoPS. W sezonie 1998 z 11 bramkami na koncie został królem strzelców pierwszej ligi. W 1999 roku odszedł do Jokeritu. W sezonie 1999 wywalczył z nim Puchar Finlandii, a w sezonie 2000 wicemistrzostwo Finlandii.
W 2001 roku Hiukka odszedł do HJK, z którym również wywalczył wicemistrzostwo Finlandii (2001). W 2002 roku przeniósł się do innego pierwszoligowca, Tampere United. W tym samym roku odszedł jednak do drugoligowego Jokeritu. W sezonie 2002 awansował z nim do pierwszej ligi. W 2003 roku odszedł do RoPS, grającego w drugiej lidze. Po sezonie 2003, w którym wywalczył z nim awans do pierwszej ligi, przeniósł się do izraelskiego Hapoelu Ironi Riszon le-Cijjon z Ligi Leumit.
Przed sezonem 2004 ligi fińskiej, Hiukka wrócił do RoPS. Spędził tam sezon 2004. Potem grał w czwartoligowym FC Santa Claus, ponownie w RoPS, w trzecioligowym FC Lynx, a także w FC Muurola, który był jego ostatnim klubem w karierze.

## Kariera reprezentacyjna
W reprezentacji Finlandii Hiukka zadebiutował 3 lutego 1999 w przegranym 1:2 towarzyskim meczu z Grecją. W drużynie narodowej rozegrał 2 spotkania, oba w 1999 roku.